# Idiocera pallens
Idiocera pallens är en tvåvingeart som först beskrevs av Alexander 1928.  Idiocera pallens ingår i släktet Idiocera och familjen småharkrankar. Inga underarter finns listade i Catalogue of Life.